# 알랭 보고시앙
알랭 보고시앙(프랑스어: Alain Boghossian, 1970년 10월 27일, 프로방스-알프-코트 다쥐르 지방 디뉴-레-뱅 ~)은 프랑스의 전직 프로 축구 선수로, 현역 시절 미드필더로 활약했다. 그는 프랑스 국가대표팀의 수석 코치이다.

## 클럽 경력
알프-드-오트-프로방스 군의 디뉴-레-뱅 출신인 알랭 보고시앙은 마르세유 2군에서 축구를 시작했다. 리그 1의 마르세유 1군에서 1년을 보내던 보고시앙은 리그 2의 이스트르에서 경험을 쌓았다. 그는 이스트르에서 1년 만에 마르세유로 복귀했다. 1994년, 보고시앙은 이탈리아로 건너가 세리에 A의 나폴리에 입단했다. 그는 나폴리에서 3년을 활약한 후 삼프도리아에 1년 몸담았다. 보고시앙은 1998년에 파르마에 합류하여 프로 무대 입문 이래 최전성기를 보냈다. 그는 같은 프랑스 국적의 릴리앙 튀람과 함께 파르마에서 맹활약했다. 파르마는 1998-99 시즌에 UEFA컵 결승전에서 마르세유를 3-1로 이기고 우승했다. 보고시앙은 1998-99 시즌 UEFA컵에서 1골을 넣었는데, 이는 페네르바흐체와의 2차전에서 3-1 승리에 쐐기를 박는 골이었다. 보고시앙은 파르마에서 활약하면서 수페르코파 이탈리아나를 1999년에 들어올렸고, 코파 이탈리아도 1998-99 시즌과 2001-02 시즌에 쟁취했다. 그는 2-1로 이긴 밀란과의 1999년 수페르코파 이탈리아나 경기에서 파르마의 쐐기골로 2-1 승리를 견인했다. 보고시앙은 2002년에 라 리가의 에스파뇰로 이적했다.
몇 차례 부상에 허덕이던 보고시앙은 2003년 6월에 시즌 종료와 함께 현역 은퇴를 선언했다.

## 국가대표팀 경력
보고시앙은 아르메니아 국가대표팀에서 활약할 제의를 거절했었다.
그는 1997년부터 프랑스 국가대표팀에서 활약하며, 자국에서 열린 1998년 월드컵에서 우승을 거두었다. 그는 브라질과의 결승전에서 후반전에 크리스티앙 카랑뵈와 교체되어 들어갔다. 유로 2000 개막을 하루 앞두고, 보고시앙은 부상으로 낙마했다. 그는 2002년 월드컵에도 참가했고, 총 26번의 프랑스 국가대표팀 경기에 출전해 2골을 기록했다.

## 경기 방식
보고시앙은 미드필더로서 지칠 줄 모르는 체력으로 명성이 자자했다.

## 감독 경력
2008년 7월, 프랑스 축구 연맹은 유로 2008 예선전에서 레몽 도메네크 감독을 보좌할 프랑스 국가대표팀 수석 코치로 보고시앙을 임명했다. 그는 로랑 블랑이 프랑스 국가대표팀 신임 감독으로 취임한 뒤에도 자리를 유지했다.
유로 2012 종료 후 디디에 데샹 감독이 새로이 취임하면서, 보고시앙은 수석 코치로서 계약을 연장하지 않았다. 체력 코치 필리프 랑베르와 의료진의 파브리스 브리앙도 국가대표팀에서 활동을 중단했다.
보고시앙은 프랑스 축구 연맹의 국가 기술진원이다. 그는 DEPF(상위 훈련사 자격)을 대표 자격으로 수료했다.

## 사생활
알랭 보고시앙은 알프-드-오트-프로방스 군의 디뉴-레-뱅 아르메니아계 가정에서 출생했다. 2001년, 보고시앙과 유리 조르카에프는 프랑스 내 아르메니아인 집단학살을 제고한 제5공화국 대통령 자크 시라크 대통령에게 감사를 표했다.

## 국가대표팀 득점 기록
아래의 점수에서 왼쪽의 점수가 프랑스의 점수이며, 점수 열은 보고시앙의 득점 당시의 점수 상황을 나타낸다.
| # | 날짜             | 경기장                               | 상대       | 점수 | 결과 | 대회             | 주     |
| - | ---------------- | ------------------------------------ | ---------- | ---- | ---- | ---------------- | ------ |
| 1 | 1998년 8월 19일  | 오스트리아 빈 에른스트-하펠-슈타디온 | 오스트리아 | 2–2  | 2–2  | 친선경기         | [ 9 ]  |
| 2 | 1998년 10월 10일 | 러시아 모스크바 루즈니키             | 러시아     | 3–2  | 3–2  | 유로 2000 예선전 | [ 10 ] |

## 수상
파르마
- 코파 이탈리아: 1998–99, 2001–02
- UEFA컵: 1998–99
- 수페르코파 이탈리아나: 1999

프랑스
- 월드컵: 1998

서훈
- 명예 군단 기사장: 1998[12]